# Pogled na ubojstvo
Pogled na ubojstvo (eng. A View to a Kill)  britanski je akcijski triler iz 1985. godine. Bio je to 14. film o  Jamesu Bondu i 7. i posljednji s  Rogerom Mooreom u glavnoj ulozi. Iako je naslov preuzet iz kratke priče  Iana Fleminga "From a View to a Kill", to je treći originalni film iz serijala nakon filmova Špijun koji me volio i Octopussy. U Pogledu na ubojstvo, Bond se suprotstavlja Maxu Zorinu koji planira uništiti Silicijsku dolinu u  Kaliforniji.

## Produkcija
Film su producirali Albert R. Broccoli i Michael G. Wilson. Wilson je i surađivao na scenariju s veteranom  Richardom Maibaumom. Na kraju filma Octopussy, u odjavnoj špici je pisalo kako se sljedeći film zove "From a View to a Kill", kako se zove i originalna kratka priča; međutim, naslov je promijenjen nekoliko mjeseci prije snimanja, vjerojatno kako bi se pojednostavio dijalog May Day i Zorina u kojem May Day, gledajući na most Golden Gate, kaže, "Kakav pogled...", a Zorin dovršava njezinu rečenicu: "Na ubojstvo". ("What a view..." "To a kill").
Zaostali kanistri benzina korišteni tijekom snimanja filma  Ridleyja Scotta, Legenda, uzrokovali su požar u studijima Pinewood, točnije "007 Stage", koji je do temelja uništio studio 1984. Albert R. Broccoli, producent filmova o Jamesu Bondu, morao je ponovno izgraditi studio u 4 mjeseca kako bi moglo početi snimanje filma Pogled na ubojstvo. Hangar je poslije preimenovan u "Albert R. Broccoli 007 Stage". U srpnju 2006. hangar je izgorio drugi put.

### Casting
Christopher Walken je prvi glumac u ulozi glavnog negativca koji je osvojio Oscara (za drugi film) (Benicio del Toro bio je samo pomoćnik glavnog negativca u filmu Dozvola za ubojstvo). Walken je bio dugogodišnji obožavatelj James Bond serijala te je rekao kako je jedna od njegovih glumačkih inspiracija bio lik Reda Granta (kojeg je glumio Robert Shaw) iz filma Iz Rusije s ljubavlju (1963.). Rane najave ovog filma govorile su kako će Maxa Zorina utjeloviti David Bowie. Albert R. Broccoli rekao je kako bi "David bio savršen negativac. Planiramo iskoristiti njegovu fizičku osobitost - njegove oči različite boje i veličine." Bowie je odgovorio kako to ne dolazi u obzir. "Mislim da je to za glumca zanimljiv stvar, ali mislim da bi netko iz rocka tu sličio na klauna. Osim toga, ne želim provesti pet mjeseci gledajući kako moj dubler kaskader pada s planina." Godinama poslije, Bowie je rekao "to je jednostavno bio grozan scenarij i nisam vidio zašto bih potrošio toliko vremena na nešto tako loše. Tako sam im i rekao. Mislim da nitko prije nije odbio veliku ulogu u Bond filmovima. Stvarno nije dobro prošlo. Bili su dosta zajedljivi." Uloga Zorina poslije je ponuđena Stingu, a tek onda Christopheru Walkenu.
Dolph Lundgren, najpoznatiji po ulozi boksača Ivana Dragoa u filmu Rocky IV, pojavio se u maloj ulozi kao jedan od KGB-ovih čuvara u službi generala Gogolja. Grace Jones, koja je u to vrijeme hodala s Lundgrenom, zamolila je producente da mu daju manju ulogu. Lundgren se pojavljuje tijekom sukoba između Gogolja i Zorina na trkalištu; Lundgren se može vidjeti kako stoji nekoliko stepenica ispod Gogolja. Tokom ove scene, May Day prebacuje drugog Gogoljeva čovjeka preko glave. Lundgren izvlači pištolja, a May Day zatim odbacuje drugog čuvara u zid.

### Snimanje
U Parizu je planirano da dva kaskadera, B.J. Worth i Don Caldwell, skoče padobranom s  Eiffelova tornja. Međutim, producenti su bili zadovoljni prvim skokom pa su rekli Caldveltu da neće ni morati skakati. Caldvelt, nezadovoljan što neće skakati, ipak je skočio padobranom s tornja bez dozvole pariških vlasti. Producenti su ga nakon toga otpustili jer je ugrozio nastavak snimanja u Parizu.
Kad je u SAD-u otkrivena kompanija slična Zorinovoj (Zoran Corporation), na početku filma je dodana napomena kako zli Zorin nije povezan sa stvarnom kompanijom. Bila je to prva od dvije napomene na početku filma (u odjavnoj špici filma Dozvola za ubojstvo stajala je napomena o štetnosti pušenja); film Dah smrti imao je napomenu o korištenju loga Crvenog križa.
U sceni u rudniku na kraju filma, krici Grace Jones kad iskre lete oko nje su autentični. Iskre su kreirane kako bi imitirale efekte električnih kabela, ali ništa od toga nije rečeno Jones.

### Filmske lokacije
- Sibir, SSSR
- London, Engleska
- Ascot, Engleska
- Pariz, Francuska
- Chantilly, Francuska
- San Francisco, Kalifornija, SAD

### Lokacije snimanja
- Pinewood Studios
- Island
- Švicarska
- Francuska
- San Francisco, SAD
- Engleska

### Odjavna špica
Na kraju odjavne špice, tradicionalno je pisalo "James Bond will return", ali ne i naslov sljedećeg filma kao što je to bio slučaj od filma Iz Rusije s ljubavlju. Od tada se ne najavljuju naslovi budućih filmova.

## Radnja
U uvodnoj sekvenci, James Bond je poslan u Sibir kako bi pronašao agenta 003 i vratio natrag  mikročip. Bond upada u zasjedu  sovjetskih snaga i prisiljen je vratiti se. Nakon njegova povratka u  Englesku, Q je analizirao mikročip i informira M-a, Bonda, i ministra obrane da je dizajn mikročipa identičan onome koji proizvodi "Zorin Industries".
Zajedno s gđicom. Moneypenny, grupa odlazi na konjsko trkalište Ascot kako bi nadgledali vlasnika kompanije, Maxa Zorina. Na trkalištu, Zorinov konj senzacionalno pobjeđuje u utrci; sir Godfrey Tibbett, trener konja, vjeruje kako je Zorinov konj koristio neku vrstu droge, iako je to nalaz Zorinova konja prije utrke opovrgnuo. Preko Tibbetta Bond se upoznaje s francuskim privatnim detektivom Aubergine kako bi raspravili kako je Zorinov konj pobijedio. Međutim, tijekom večere na  Eiffelovu tornju, Auberginea ubija May Day, ali Bond je ipak prije toga saznao kako Zorin održava godišnju prodaju konja kasnije tog mjeseca.
Bond i Tibbett odlaze u Chantilly, u  Francuskoj, gdje se Bond predstavlja kao James St. John Smythe, bogati ljubitelj konja i amater, s Tibbettom kao svojim vozačem i sobarom. Bond i Tibbett pronalaze i provaljuju u Zorinove tajne laboratorije gdje Tibbett otkriva kako Zorin koristi mikročipove u svojim konjima koji otpuštaju drogu u konja kad se uključe prekidačem skrivenim u Zorinovu biču. Nakon toga su Bond i Tibbett otkriveni i prisiljeni pobjeći. Tibbetta poslije ubija May Day, ali propada pokušaj ubojstva Bonda na jezeru. Kasnije se general Gogolj iz  Sovjetskog Saveza pojavljuje na Zorinovu imanju s još nekoliko agenata KGB-a, ali se Zorin, i sam bivši KGB-ovac, posvađa s Gogoljem i prisili ga da ode.
U svom cepelinu Zorin skupini investitora otkriva svoj plan o uništavanju Silicijske doline u operaciji koju naziva "Glavni udar" kako bi ostvario apsolutnu kontrolu nad tržištem mikročipova. Međutim, jedan od investitora ne želi sudjelovati u tome i zahtijeva da ode; ubrzo je kroz tajni žlijeb izbačen iz cepelina. Bond kasnije saznaje da je Zorin psihopat, produkt  nacističkih medicinskih eksperimenata tijekom  Drugog svjetskog rata te da ga je kasnije obučio KGB. Kako bi uspio, Zorin planira detonirati eksplozive ispod jezera u usjecima Hayward i San Andreas, što će izazvati poplavu. Jedna veća bomba postavljena je i u rudnik kojom se želi uništiti "geološka brava" koja sprječava da se dva usjeka miču u isto vrijeme, što će izazvati masovni dvostruki potres.
Bond se upoznaje  geologinjom Stacey Sutton koju je Zorin prevario, te se dvojac udružuje. Bond i Sutton preživljavaju požar u gradskoj vijećnici  San Francisca koji je izazvao Zorin. Dvojac bježi u ukradenim vatrogasnim kolima nakon što je Zorin ubio gradskog čelnika i namjestio umorstvo Bondu. Bond i Sutton ušuljaju se u Zorinov rudnik gdje ovaj pokušava dignuti u zrak "geološku bravu" kako bi izazvao masovni potres. Zorin poplavljuje rudnik s prvim setom eksloziva, što umalo ubija Bonda i Zorinovu pomoćnicu May Day, dok Sutton uspijeva pobjeći iz rudnika. Nakon što je izdana, May Day pomaže Bondu maknuti veću bombu koja je trebala uništiti bravu i premjestiti je na kolica kako bi je iznijeli iz rudnika na tračnicama. Međutim, kočnice na vozilu su u kvaru. May Day ostaje na kolicima držati kočnice, zbog čega na kraju pogiba, ali spašava Silicijsku dolinu.
U posljednjoj bitci, Bond uspijeva uhvatiti uže pričvršćeno na Zorinov cepelin kojim je napuštao rudnik. Tokom leta Bond zavezuje uže na most Golden Gate. Stacey obara Scarpinea i bježi na Golden Gate. Bond i Zorin počinju okršaj na mostu, a na kraju Zorin pada u smrt u zaljev San Francisca. Scarpine se budi, a njegov saveznik, dr. Carl Mortner, pokuša baciti dinamit iz cepelina, ali mu ne to ne polazi za rukom kad je Bond presjekao uže cepelina i pustio ga u zrak, nakon čega eksplodira dinamit, ubivši sve u cepelinu.
U posljednjoj sceni, Q-ov se robot za promatranje, kojim upravlja sami Q, ušulja u Stacynu kuću i pronalazi Bonda i Stacy pod tušem. Nakon što je kontaktirao M-a u vezi Bondove lokacije, Q nabacuje sarkastičnu primjerdbu "Čisti neke stvari", nakon čega na robot pada spavaćica.

## Vozila i naprave
- Podmornica u obliku sante leda - Bond bježi iz misije u Sibiru u plovilu nalik santi leda.
- Detektor prisluškivača - Tibbett upotrebljava uređaj u obliku brijaćeg aparata kako bi otkrio prisluškivač skriven u lampi pokraj Bondova kreveta.
- Prsten-kamera - Bond nosi prsten koji mu je dao Q, a koji u sebi ima kameru.
- Renault 11 TXE iz 1984. - Bond ukrade ovaj auto od pariškog taksista kako bi slijedio May Day nakon što je ubila francuskog tajnog agenta. Nakon tipične James Bond utrke, auto ostaje bez krova, a poslije presječeno napola.
- Chevrolet Corvette iz 1984. - Bond izlazi iz vode u zaljevu  San Francisca, a agent KGB-a ga pokupi u Corvetti.
- Rolls-Royce - vozi ga Patrick Macnee, a pripada Albertu R. Broccoliju; za tu malu ulogu nagrađen je imenom na najavnoj špici među glavnim glumcima.

## Glumci
- Roger Moore - James Bond
- Robert Brown - M
- Desmond Llewelyn - Q
- Lois Maxwell - Gđica. Moneypenny
- Christopher Walken - Max Zorin
- Tanya Roberts - Stacey Sutton
- Grace Jones - May Day
- Geoffrey Keen - Ministar obrane Fredrick Gray
- Walter Gotell - General Gogolj
- Patrick Macnee - Sir Godfrey Tibbett
- Patrick Bauchau - Scarpine
- Willoughby Gray - Dr. Carl Mortner

## Reakcije
Pogled na ubojstvo obično se navodi, zajedno s filmovima Čovjek sa zlatnim pištoljem i Operacija Svemir kao jedan od najgorih filmova iz serijala. Kritike su se najviše odnosile na ostarjelog Rogera Moorea (56 na snimanju, 57 na kraju snimanja). Sam Moore rekao je u solo komentaru na DVD-u kako mu se Pogled na ubojstvo najmanje sviđa od filmova u kojima je nastupio, ponajviše zbog veće količine nasilja. U vezi njegovih godina, rekao je, "Gledajući unatrag shvatio sam kako sam izgledao staro kao što sam se i osjećao." U drugim intervjuima, Moore je priznao kako se osjećao pomalo posramljen kad je shvatio da je stariji od majke Tanye Roberts. Ovaj film i njegov prethodnik, Octopussy, uzimaju se kao razlozi zašto su se producenti odlučili na zaokret prema mračnijoj i jasnijoj režiji u sljedećem filmu, s  Timothyjem Daltonom u glavnoj ulozi.
Radnja je bila još jedan predmet velikih kritika, jer je bila gotovo identična onoj iz filma Goldfinger. U Goldfingeru, cilj glavnog negativca je ozračiti zlatne rezerve SAD-a kako bi izgubile vrijednost, što bi prouzrokovalo financijsku propast Zapada, dok bi zalihe Aurica Goldfingera povećale deset puta; u Pogledu na ubojstvo, Max Zorin namjerava uništiti Silicijsku dolinu izazivajući masovni potres, nakon čega bi njegova kompanija imala monopol na tržištu mikročipova. Slično kao u Goldfingeru, jedan od poslovnih partnera završava mrtav jer ne želi sudjelovati u poslu. Dok je g. Sola ubio Odjobb i bacio njegovo tijelo u automobilsku drobilicu, u Pogledu na ubojstvo otpadnik završava u moru, bačen sa Zorinova cepelina. Osim toga, i Zorina i Goldfingera su srušili  komunisti: Zorin je bivši KGB-ovac, dok je bomba koja je trebala ozračiti Fort Knox došla iz  Kine.

## Vanjske poveznice
- Pogled na ubojstvo u internetskoj bazi filmova IMDb-a
- Pogled na ubojstvo na Rotten Tomatoes
- Pogled na ubojstvo na Box Office Mojo
- MGM's official A View To A Kill website
- A View To A Kill overview page on The Ultimate James Bond Community  Arhivirana inačica izvorne stranice od 13. siječnja 2007. (Wayback Machine)
- Pogled na ubojstvo kod MobyGames-a
- A View to a Kill (text based game) kod MobyGames-a